# Виктория (сеть магазинов)
«Викто́рия» — российская частная сеть продовольственных магазинов, основанная в 1993 году в Калининграде. Изначально управлялась одноимённой калининградской компанией (она также управляла сетями «Квартал», «Дёшево» и «одним мелкооптовым гипермаркетом Кэш»). В 2011—2012 годах компания «Виктория» была приобретена торговой сетью «Дикси». С 2023 года является дочерней компанией X5 Group.

## История

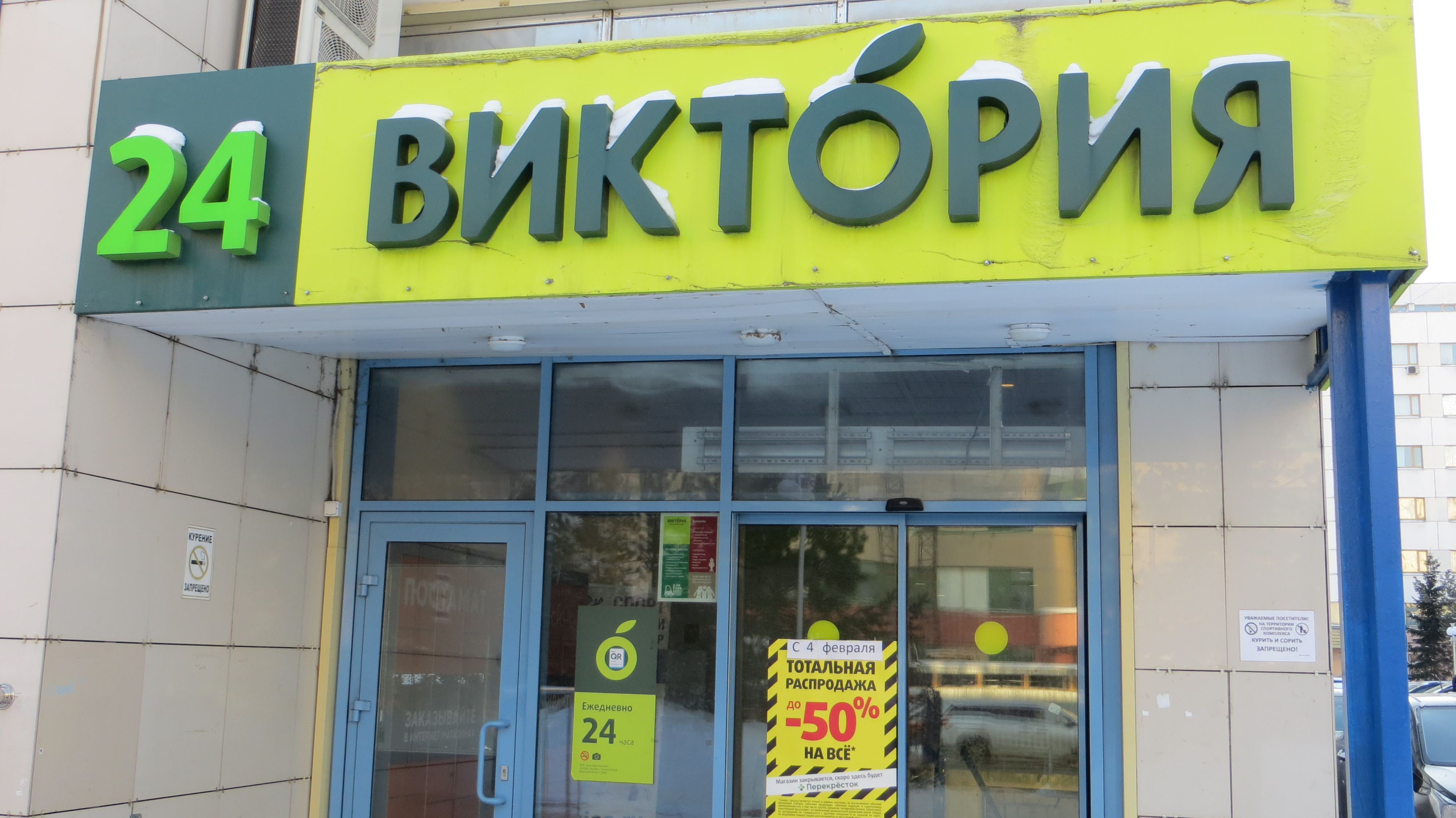
Супермаркет в Москве в Перервинском бульваре (10 февраля 2024 г.)

Компания «Виктория» основана в 1993 году предпринимателями Николаем Власенко, Александром Зарибко и Владимиром Кацманом в Калининграде. Первое время компания и её склады находились на территории бывшей кёнигсбергской оборонительной казармы 40-х годов XIX века «Кронпринц» на современной улице Литовский вал.
В 2003 году группа компаний впервые в РФ внедрила процессный подход к управлению, создав модель управления, основанную на клиентоориенированности и бережливом подходе.
В конце декабря 2008 года «Виктория» вошла в список компаний, которые получат господдержку в период экономического кризиса.
По данным на март 2011 года, владельцами компании являлись Николай Власенко (37,41 % акций), Александр Зарибко (32,08 %), Владимир Кацман (28,51 %), кипрская компания «Гринберг инвестментс лимитед» (2 %). По состоянию на март 2011 года председателем совета директоров компании был Владимир Кацман, генеральным директором — Александр Зарибко.
В начале февраля 2011 года стало известно о том, что акционеры московской торговой сети «Дикси» договорились с владельцами «Виктории» о покупке последней. Как ожидается, «Дикси» заплатит около 20 млрд рублей (без учёта долга «Виктории»). В итоге сделки группа «Меркурий» (основной владелец «Дикси»), как предполагалось, получит 50 % плюс 1 акция в объединённой компании, а нынешние владельцы «Виктории» — чуть меньше 15 %. По оценкам аналитиков, в результате объединения будет создан ретейлер, который займёт третье (пятое с учётом иностранных сетей) место в России по размеру выручки. Сделка была закрыта в середине июля 2011 года. В мае 2011 года стало известно о том, что дискаунтеры «Квартал», «Дёшево» и «Семейная копилка», принадлежавшие «Виктории», будут переименованы в магазины «Дикси» (кроме магазинов в Калининградской области), а супермаркеты под маркой «Виктория» (19 магазинов) сохранят вывеску.
В январе 2019 года стало известно о продаже части торговой сети «Виктория» в Москве и Московской области. На часть магазинов претендует X5 Group. Предполагалось, что калининградские магазины торговой сети остаются в группе компаний «Дикси» из-за сложностей со снабжением.
В 2020 году торговая сеть начала открываться в Санкт-Петербурге на месте некоторых закрытых магазинов Spar, но летом СМИ заявили, что торговая сеть закрывает магазины в Петербурге.
1 августа 2023 года X5 Group сообщила о достижении договорённостей о приобретении сети.
В конце декабря 2023 года начался процесс закрытия магазинов в Москве. В начале января 2024 года начали закрывать магазины «Квартал» и «Дёшево» в Калининграде . Весной 2024 года закрылась последняя «Виктория» в Москве. С середины марта в Калининградской области закрылись «Виктории» в Гурьевске на улице Красной и в Калининграде на улице Подполковника Емельянова.
С 18 апреля 2024 года в Москве закрыты все магазины «Виктория». В конце мая 2024 года в Калининграде закрылся последний магазин «Дёшево» и «Квартал», об этом свидетельствуют данные с сайта магазина. Также продолжилось закрытие бренда «Виктория» в Калининграде.
В 2024-2025 годах на месте закрытых «Викторий» в Калининграде стали открываться супермаркеты под брендом «Виктория», которые внутри выглядят как «Пятёрочка». Торговая площадь у таких «Викторий» больше, чем у обычных «Пятерочек». На данный момент на месте многих «Викторий» в Калининграде открылись данные супермаркеты. 

## Деятельность
Всего в сети в Москве, Подмосковье и Калининградской области на начало 2019 года насчитывается 129 супермаркетов «Виктория», в том числе в Московском регионе — 50.
Численность персонала в 2008 году составляла более 15 тысяч человек. Выручка группы компаний в 2008 году составила $ 1391 млн, валовая прибыль — $ 377 млн, EBITDA в 2006 году — $ 41 млн.